# Гичаева, Раиса Мовждиевна
Раи́са Мовжди́евна Гича́ева (род. 7 ноября 1939, Грозный) — советская и российская актриса, одна из ведущих актрис Чеченского драматического театра, народная артистка Российской Федерации (2024) и Чечено-Ингушской АССР.

## Биография
Раиса Исаева родилась 7 ноября 1939 года в Грозном в семье актёров Мовжди Бадуева и Асет Исаевой. Её старшая сестра, Тамара Исаева (род. 1938), также стала актрисой. В 1944 году вместе в ходе депортации чеченцев и ингушей вместе с семьей оказалась в Казахской ССР. В 1957 году Исаевы вернулись на родину, где родители возобновили работу в театре, а Раиса Мовждиевна с сестрой была отдана в Чечено-Ингушский государственный ансамбль песни и танца Александра Халебского, где была зачислена в группу вокалистов.
В 1957 году сёстры в составе чечено-ингушской театральной студии уехали в Ленинград, где поступили в Ленинградский государственный театральный институт. В 1962 году Раиса Мовждиевна окончила его по специальности актриса театра и кино, и вернулась в Чечню, где начала работать в драматическом театре имени Ханпаши Нурадилова. В 1964 году актриса вышла замуж, у неё трое детей.
За годы своей творческой деятельности Гичаева играла в спектаклях по классической и современной русской, национальной, зарубежной драматургии. Наибольшей популярности она добилась после спектакля «Бож-Али», где сыграла Майму — роль, в которой ранее выходила на сцену её мать. После спектакля в народе её стали называть именем этого персонажа

## Награды
В 1991 году Гичаева была удостоена звания заслуженной артистки РСФСР. Также актриса является народной артисткой Чечено-Ингушской АССР.
В 2021 году актриса была награждена орденом Кадырова.
В 2024 году удостоена звания «Народный артист Российской Федерации».

## Фильмография
- 2007 — Александра — Малика
- 2008 — Пленный — пожилая чеченка
- 2014 — Виктор — Ирина
- 2014 — Приказано забыть
- 2020 — История одной картины — тётя Роза